# Gommersdorf (Haut-Rhin)
Gommersdorf ist eine französische Gemeinde mit 394 Einwohnern (Stand 1. Januar 2022) im Département Haut-Rhin in der Region Grand Est (bis 2015 Elsass) und ist Mitglied des Gemeindeverbandes Sud Alsace Largue.

## Geografie
Die Gemeinde Gommersdorf liegt im Sundgau, etwa zehn Kilometer westlich von Altkirch. Zwischen dem Ortskern und der Largue verläuft im Nordwesten der Rhein-Rhône-Kanal. Nachbargemeinden von Gommersdorf sind Buethwiller im Norden, Hagenbach im Osten, Ballersdorf im Südosten, Dannemarie im Süden sowie Wolfersdorf im Westen.

## Geschichte
Im Jahr 1188 hieß die Siedlung „Gumirsdof“. Der heutige Namensform erscheint erstmals im Jahr 1581. Bis 1324 gehörte der Ort zur Grafschaft Pfirt, kam dann an Habsburg und 1648 im Westfälischen Frieden an die französische Krone. Von 1871 bis 1918 gehörte Gommersdorf zum Reichsland Elsass-Lothringen.
In Gommersdorf schlossen sich Anfang der Siebzigerjahre junge Leute zur Bewahrung des traditionellen Bauernhausbestandes zusammen. Daraus entstand wenig später die Organisation „Maisons paysannes d'Alsace“. Ab dem Winter 1971 kamen junge Freiwillige zunächst aus der Mühlhausener Gegend, dann aus Frankreich und auch dem Ausland nach Gommersdorf, um in ihrer Freizeit bei der Restaurierung leerstehender Bauernhäuser mitzuhelfen. 1978 war die Aktion abgeschlossen.

## Bevölkerungsentwicklung
| Jahr      | 1962 | 1968 | 1975 | 1982 | 1990 | 1999 | 2007 | 2017 |
| --------- | ---- | ---- | ---- | ---- | ---- | ---- | ---- | ---- |
| Einwohner | 271  | 268  | 348  | 344  | 365  | 375  | 366  | 361  |

## Bauwerke

Kapelle Sainte-Marguerite in Gommersdorf
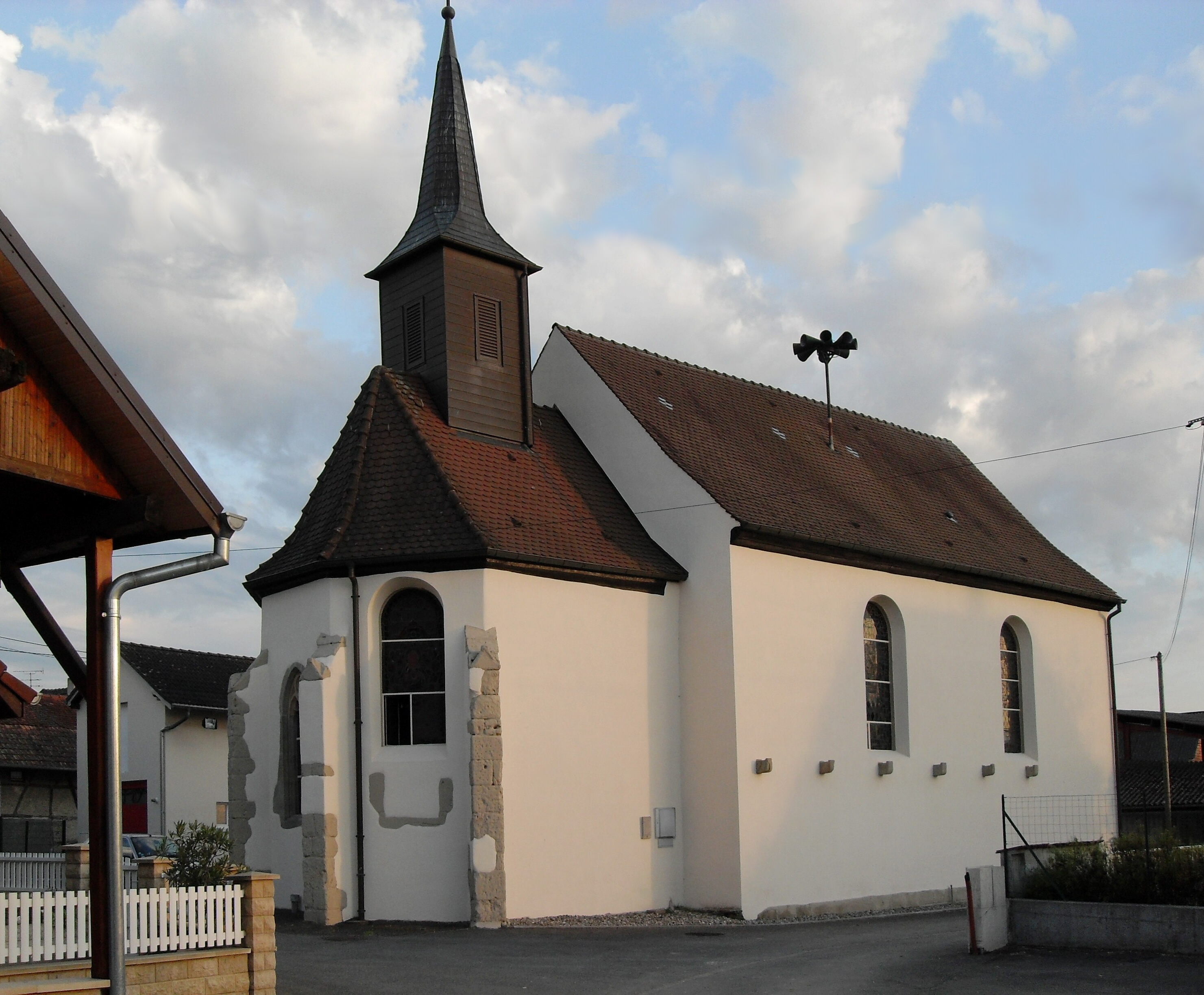
Blick von Norden
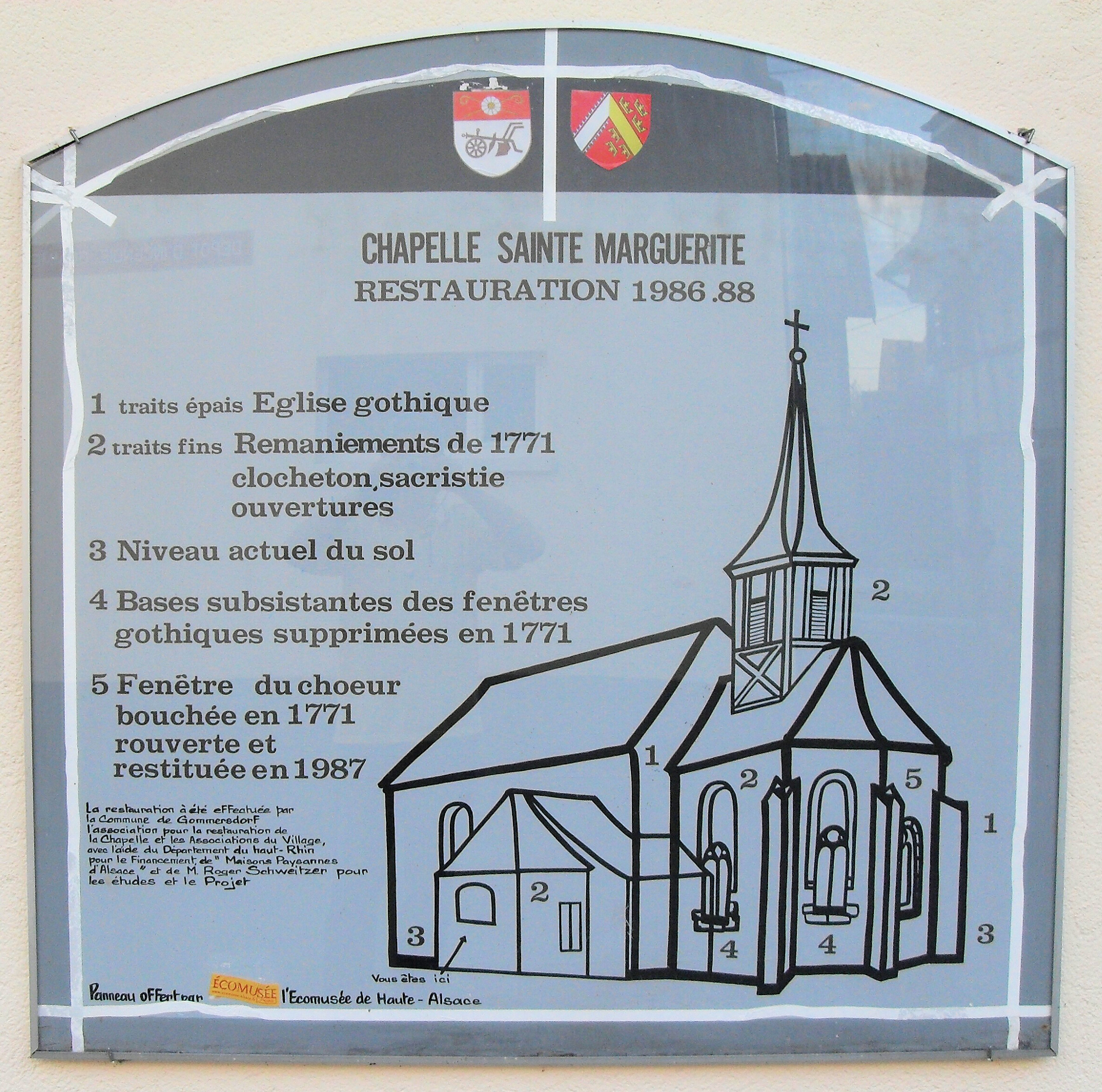
Schautafel

Kathrinen-Kapelle (Chapelle Sainte-Cathérine): Schon im 15. Jahrhundert wird eine der Hlg. Katharina geweihte Kapelle erwähnt. 1771 Bauveränderungen an der gotischen Kapelle. Im Chor wurden bei der Restaurierung 1987 eine gotische Piscina und eine Sakramentsnische entdeckt. Die modernen Fenster im Schiff zeigen die Symbole der vier Evangelisten. Beachtenswerte Kanzel und einige ältere Skulpturen.
Zahlreiche gut erhaltene Fachwerkbauten. Die für den Sundgau typischen Wohnhäuser mit Krüppel- oder Halbwalm und Wetterdächlein am straßenseitigen Giebel. Die meisten Häuser in Stockwerkbauweise. Die altertümlichere Ständerbauweise z. Bsp. bei Haus Nr. 44 Rue de Cernay mit weitabständigem Fachwerk und geschossübergreifenden Wandständern und Langstreben und nicht mit dem üblichen Krüppelwalm, sondern mit einem altertümlicheren Halbwalm, der mit Hilfe von Aufschieblingen unten nach außen gewölbt ist. Das Haus könnte noch aus dem 16. Jahrhundert stammen. -  Selten: ein traufseitiges (wohl später angefügtes) Wetterdach. Die linken giebelseitigen Fenster waren ursprünglich dreiteilig wie beim Weberhaus. Im Giebeldreieck zwei scherenstuhlförmige Andreaskreuze. - Sehr altertümliches Fachwerk beim Haus Nr. 48 Rue de Cernay, wohl aus dem späten 17. Jahrhundert. Die Laube nicht angehängt, sondern Teil des Wandkastens. Daneben Nr. 50 ebenfalls noch ein Wandständerbau mit Andreaskreuzen im Giebeldreieck. Fachwerk zum Teil nachträglich durch Mauerwerk ersetzt. -  Am Weberhaus, um 1680, (Auberge du Tisserand) ist im Obergeschoss noch eine altertümliche dreiteilige Fenstergruppe, wie schon zur Zeit vor dem Dreißigjährigen Krieg üblich, erhalten. Dagegen z. Bsp. ein Haus aus der Mitte des 19. Jahrhunderts in Rähmbauweise mit auf Regelmäßigkeit und Symmetrie bedachtem Fachwerk an der Rue de Cernay Nr. 27.